# 溝口竈門神社
溝口竈門神社（みぞくちかまどじんじゃ）は、福岡県筑後市にある神社。玉依姫命を祭神として祀る。

## 概要
平安時代、大宰府の竈門神社より勧請され、崇敬を集めた。その後、神社地を移転し、現在地に至る。
境内には巨大なクスノキや大木が茂り、秋には祭りも開催される。
近年、漫画「鬼滅の刃」の聖地とされ、参拝者が数多く訪れブームとなっている。

## 交通
九州新幹線筑後船小屋駅より徒歩20分